# ONCF E 800
Les E 800, immatriculées CC 800, sont une série de sept anciennes locomotives électriques des chemins de fer marocains (CFM puis ONCF).
Spécialement conçues pour remorquer de lourds trains miniers, elles sont livrées à la Compagnie des chemins de fer du Maroc en 1959 et 1963. Faisant ensuite partie du parc de l'Office national des chemins de fer, elles sont radiés en 1994.

## Historique et description
Au milieu des années 1950, la Compagnie des chemins de fer du Maroc souhaite renforcer son parc pour la desserte des gisements miniers de Khouribga. Elle dispose alors des quatorze E 700, livrées par Alsthom en 1950-1951 et se tourne vers le même constructeur pour commander des engins plus puissants.
Les nouvelles locomotives, dérivées des CC 7100, sont toutefois de conception plus simple, avec notamment des bogies identiques à ceux des CC 14000 et CC 14100 : les engins, destinés remorquer de lourds trains de minerai (jusqu'à 5 000 t), ne dépasseront pas 80 km/h.
Trois locomotives sont livrées en 1959, puis quatre autres en 1963. Longues de 18,952 m et pesant 132 t, elles développent une puissance continue de 1 532 kW délivrée par six moteurs Alsthom TA 647, un par essieu.
Leur livrée vert foncé à bandeau et moustache jaune paille est dessinée par Paul Arzens, par ailleurs concepteur de la ligne générale des CC 7100 et des modèles dérivés.

## Services
Les trois premiers engins (CC 801 à 803) sont livrés à la CFM puis repris apr l'Office national des chemins de fer à sa création alors que les quatre suivants (CC 804 à 807) sont directement pris en charge par l'ONCF.
Les locomotives sont radiées en 1994, remplacées par des E 1300.